# Ронцоне
Ронцоне (італ. Ronzone) — муніципалітет в Італії, у регіоні Трентіно-Альто-Адідже,  провінція Тренто.
Ронцоне розташоване на відстані близько 520 км на північ від Рима, 39 км на північ від Тренто.
Населення — 419 осіб (2014).

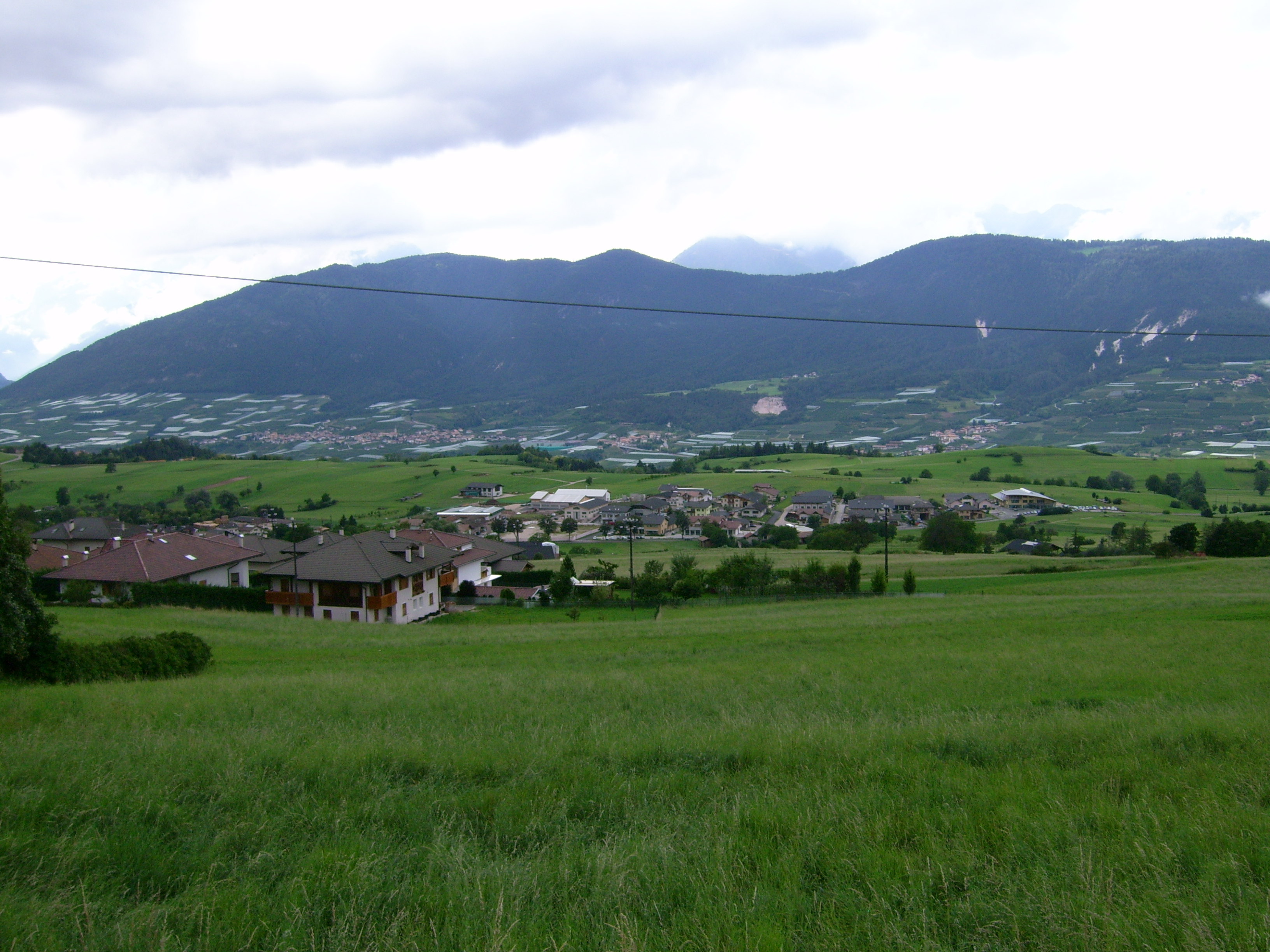

Щорічний фестиваль відбувається 8 грудня. Покровитель — Immacolata Concezione.

## Демографія
Населення за роками:

Станом на 1 січня 2023 року в муніципалітеті офіційно проживали 64 іноземці з 8 країн, серед них 35 громадян країн Євросоюзу.

## Сусідні муніципалітети
- Апп'яно-сулла-Страда-дель-Віно
- Фондо
- Малоско
- Сарноніко